# Serie A 2000/01

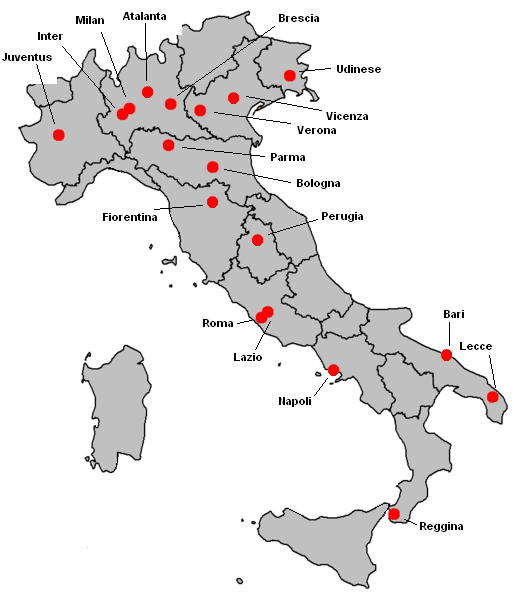
Die Mannschaften der Serie A der Saison 2000/01

Die Serie A 2000/01 war die 69. Spielzeit in der höchsten italienischen Fußball-Spielklasse der Herren.
Den Scudetto, den italienischen Meistertitel, gewann zum dritten Mal in seiner Vereinsgeschichte die AS Rom. Torschützenkönig wurde Hernán Crespo (Lazio Rom) mit 26 erzielten Treffern. Für Lazio, das Crespo vor Saisonbeginn vom AC Parma um 56,2 Mio. € – dem bislang teuersten Übertritt der Serie A – verpflichtet hatte, zahlte sich dieser Transfer nur bedingt aus. Trotz Crespos Toren stand man am Ende nur als Dritter da und musste den Umweg über die Qualifikation zur UEFA Champions League antreten. Der Kampf gegen den Abstieg wurde erst in der Relegation entschieden. Hellas Verona setzte sich dabei gegen Reggina Calcio durch, das mit Vicenza Calcio, dem SSC Neapel und dem AS Bari in die Serie B absteigen musste.
Wegen Differenzen um die Höhe der Fernsehgelder und den damit verbundenen Übertragungsrechten konnte die Spielzeit erst am 30. September 2000 begonnen werden. Beendet wurde die Saison am 17. Juni 2001.

## Saisonverlauf

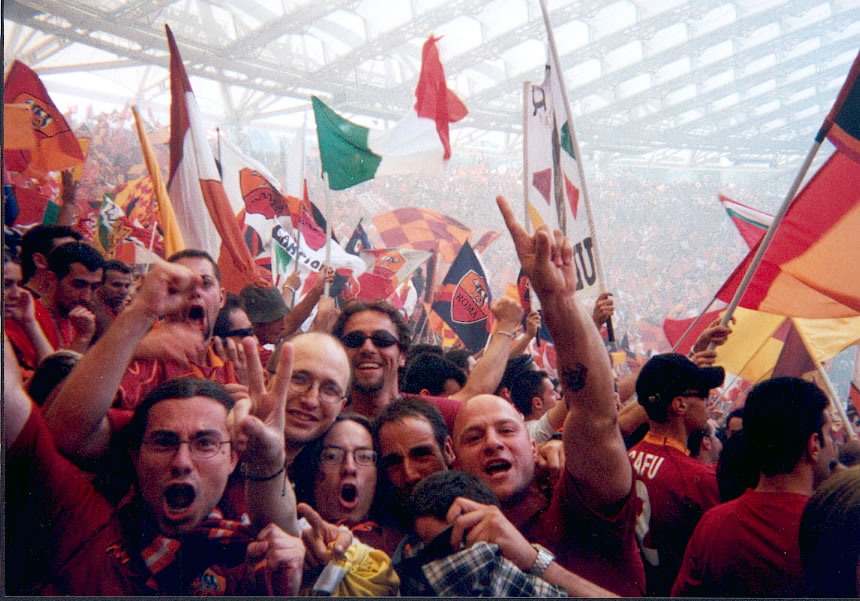
Die Fans des AS Rom durften über den dritten Meistertitel der Serie A in der Vereinsgeschichte jubeln

Erster Tabellenführer der Saison war Udinese Calcio nach einem 4:2-Auftaktsieg über Brescia Calcio. Trotz guten Saisonstarts verlor Udinese im Verlauf der Saison immer mehr an Boden und konnte am Saisonende einen Punkt Abstand zu den Abstiegsplätzen vorweisen. Die AS Rom setzte sich bereits frühzeitig an die Tabellenspitze und gab diese im Verlauf der Saison nicht mehr her. Mit dem amtierenden Meister und Stadtrivalen Lazio Rom und Juventus Turin hatte die "Roma" ihre hartnäckigsten Widersacher. Beide Teams kamen jedoch wegen ihrer verpatzten Starts nicht über die Verfolgerrolle hinaus. Juventus Turin hielt das Titelrennen bis zum letzten Spieltag offen, musste sich aber geschlagen geben. Der AS Rom gewann damit die dritte italienische Meisterschaft nach 1942 und 1983.
Durch den zweiten Tabellenplatz sicherte sich Rekordmeister Juve die direkte Qualifikation für die UEFA Champions League, während der entthronte Meister Lazio Rom als Dritter mit dem viertplatzierten AC Parma in die Qualifikationsrunde der Champions League musste.
Die beiden Mailänder Vereine Inter und Milan, die wie immer zum Kreis der Meisterschaftsfavoriten gezählt hatten, belegten trotz hohen Investitionen die für ihre Ansprüche enttäuschenden Plätze fünf und sechs und schafften damit in die Qualifikation für den UEFA-Pokal. Milan-Trainer Alberto Zaccheroni wurde wegen Erfolglosigkeit im Frühjahr 2001 entlassen und durch Cesare Maldini ersetzt. Die hoch gesteckten Erwartungen von Inters Besitzer Massimo Moratti wurden von seiner Mannschaft ebenfalls nicht erfüllt. Bereits nach dem ersten Saisonspiel erklärte Marcello Lippi seinen Rücktritt. Auch sein Nachfolger Marco Tardelli konnte die Anforderungen nicht erfüllen. Nach einer 0:6-Heimniederlage im Stadtderby gegen den AC Mailand hatte er jeglichen Kredit bei Fans und Vorstand verspielt. Wenige Tage nach Saisonende wurde Tardelli von all seinen Aufgaben entbunden.
Als beste Aufsteiger landeten dahinter auf den Rängen sieben und acht die punktegleichen Teams von Atalanta Bergamo und Brescia Calcio. Bis sechs Runden vor Schluss lag Atalanta Bergamo immer auf Rängen, die einen internationalen Startplatz bedeutet hätten. Brescia dagegen befand sich lange Zeit in der Nähe der Abstiegszone und konnte seinen guten Platz mit einem starken Finish sicherstellen.
Die beiden Aufsteiger Vicenza Calcio und SSC Neapel stiegen auf Platz 16 bzw. 17 liegend direkt in die Serie B ab. Tabellenletzter wurde der AS Bari, der ab der 13. Runde die „rote Laterne“ nicht mehr abgab. Einen Dreikampf um den Klassenerhalt lieferten sich die US Lecce, Reggina Calcio und Hellas Verona, die am Ende jeweils 37 Punkte aufzuweisen hatten. Lecce schaffte dank der besseren Tordifferenz den Ligaerhalt, während Verona und Reggina zwei Relegationsspiele um den Klassenerhalt austragen mussten. Die Veroneser hatten dabei – nach dem 1:0-Heimsieg und der 1:2-Auswärtsniederlage – dank der Auswärtstorregel das bessere Ende für sich und schafften den Klassenerhalt. Reggina musste mit Vicenza, Neapel und Bari den Weg in die Serie B antreten.
Den höchsten Saisonsieg gab es im Mailänder Stadtderby. Der AC Mailand gewann mit 6:0 gegen Inter Mailand. Die torreichsten Spiele waren der 5:4-Sieg von Hellas Verona gegen den FC Bologna, der 6:2-Erfolg des SSC Neapel über Reggina und das 5:3 von Lazio Rom über Hellas Verona.

## Abschlusstabelle
| Pl. | Verein               | Sp. | S  | U  | N  | Tore    | Diff. | Punkte |
| --- | -------------------- | --- | -- | -- | -- | ------- | ----- | ------ |
| 1.  | AS Rom               | 34  | 22 | 9  | 3  | 068:330 | +35   | 75     |
| 2.  | Juventus Turin       | 34  | 21 | 10 | 3  | 061:270 | +34   | 73     |
| 3.  | Lazio Rom (M, P)     | 34  | 21 | 6  | 7  | 065:360 | +29   | 69     |
| 4.  | AC Parma             | 34  | 16 | 8  | 10 | 051:310 | +20   | 56     |
| 5.  | Inter Mailand        | 34  | 14 | 9  | 11 | 047:470 | ±0    | 51     |
| 6.  | AC Mailand           | 34  | 12 | 13 | 9  | 056:460 | +10   | 49     |
| 7.  | Atalanta Bergamo (N) | 34  | 10 | 14 | 10 | 038:340 | +4    | 44     |
| 8.  | Brescia Calcio (N)   | 34  | 10 | 14 | 10 | 044:420 | +2    | 44     |
| 9.  | AC Florenz           | 34  | 10 | 13 | 11 | 053:520 | +1    | 43     |
| 10. | FC Bologna           | 34  | 11 | 10 | 13 | 049:530 | −4    | 43     |
| 11. | AC Perugia           | 34  | 10 | 12 | 12 | 049:530 | −4    | 42     |
| 12. | Udinese Calcio       | 34  | 11 | 5  | 18 | 049:590 | −10   | 38     |
| 13. | US Lecce             | 34  | 8  | 13 | 13 | 040:540 | −14   | 37     |
| 14. | Reggina Calcio       | 34  | 10 | 7  | 17 | 032:490 | −17   | 37     |
| 15. | Hellas Verona        | 34  | 10 | 7  | 17 | 040:590 | −19   | 37     |
| 16. | Vicenza Calcio (N)   | 34  | 9  | 9  | 16 | 037:510 | −14   | 36     |
| 17. | SSC Neapel (N)       | 34  | 8  | 12 | 14 | 035:510 | −16   | 36     |
| 18. | AS Bari              | 34  | 5  | 5  | 24 | 031:680 | −37   | 20     |

Platzierungskriterien: 1. Punkte – 2. Direkter Vergleich (Punkte, Tordifferenz, geschossene Tore) – 3. Tordifferenz – 4. geschossene Tore

| (M) | Italienischer Meister 1999/2000         |
| (P) | Pokalsieger 1999/2000                   |
| (N) | Neuaufsteiger aus der Serie B 1999/2000 |

## Kreuztabelle
Die Kreuztabelle stellt die Ergebnisse aller Spiele dieser Saison dar. Die Heimmannschaft ist in der linken Spalte, die Gastmannschaft in der oberen Zeile aufgelistet.
| 2000/01          | Lazio Rom | Juventus Turin | AC Mailand | Inter Mailand | AC Parma | AS Rom |     | Udinese Calcio | Hellas Verona | AC Perugia | FC Bologna | Reggina Calcio | US Lecce | AS Bari |     | SSC Neapel | Brescia Calcio | Atalanta Bergamo |
| ---------------- | --------- | -------------- | ---------- | ------------- | -------- | ------ | --- | -------------- | ------------- | ---------- | ---------- | -------------- | -------- | ------- | --- | ---------- | -------------- | ---------------- |
| Lazio Rom        |           | 4:1            | 1:1        | 2:0           | 1:0      | 0:1    | 3:0 | 3:1            | 5:3           | 3:0        | 2:0        | 2:0            | 3:2      | 2:0     | 2:1 | 1:2        | 2:1            | 0:0              |
| Juventus Turin   | 1:1       |                | 3:0        | 3:1           | 1:0      | 2:2    | 3:3 | 1:2            | 2:1           | 1:0        | 1:0        | 1:0            | 1:1      | 2:0     | 4:0 | 3:0        | 1:1            | 2:1              |
| AC Mailand       | 1:0       | 2:2            |            | 2:2           | 2:2      | 3:2    | 1:2 | 3:0            | 1:0           | 1:2        | 3:3        | 1:0            | 4:1      | 4:0     | 2:0 | 1:0        | 1:1            | 3:3              |
| Inter Mailand    | 1:1       | 2:2            | 0:6        |               | 1:1      | 2:0    | 4:2 | 2:1            | 2:0           | 2:1        | 2:1        | 1:1            | 0:1      | 1:0     | 1:1 | 3:1        | 0:0            | 3:0              |
| AC Parma         | 2:0       | 0:0            | 2:0        | 3:1           |          | 1:2    | 2:2 | 2:0            | 1:2           | 5:0        | 0:0        | 0:2            | 1:1      | 4:0     | 0:2 | 4:0        | 3:0            | 2:0              |
| AS Rom           | 2:2       | 0:0            | 1:1        | 3:2           | 3:1      |        | 1:0 | 2:1            | 3:1           | 2:2        | 2:0        | 2:1            | 1:0      | 1:1     | 3:1 | 3:0        | 3:1            | 1:0              |
| AC Florenz       | 1:4       | 1:3            | 4:0        | 2:0           | 0:1      | 3:1    |     | 2:1            | 2:0           | 3:4        | 1:1        | 2:1            | 2:0      | 2:2     | 3:2 | 1:2        | 2:2            | 1:1              |
| Udinese Calcio   | 3:4       | 0:2            | 0:1        | 3:0           | 1:3      | 1:3    | 1:3 |                | 2:1           | 3:3        | 3:1        | 3:0            | 2:0      | 2:0     | 2:3 | 0:0        | 4:2            | 2:4              |
| Hellas Verona    | 2:0       | 0:1            | 1:1        | 2:2           | 0:2      | 1:4    | 2:1 | 1:1            |               | 2:1        | 5:4        | 0:3            | 0:0      | 3:2     | 1:0 | 2:1        | 2:1            | 2:1              |
| AC Perugia       | 0:1       | 0:1            | 2:1        | 2:3           | 3:1      | 0:0    | 2:2 | 3:1            | 1:0           |            | 1:3        | 1:1            | 1:1      | 4:1     | 1:0 | 1:1        | 2:2            | 2:2              |
| FC Bologna       | 2:0       | 1:4            | 2:1        | 0:3           | 2:1      | 1:2    | 1:1 | 1:1            | 1:0           | 3:2        |            | 2:0            | 2:2      | 4:2     | 1:1 | 2:1        | 1:0            | 0:1              |
| Reggina Calcio   | 0:2       | 0:2            | 2:1        | 2:1           | 2:0      | 0:0    | 1:1 | 1:1            | 1:1           | 0:2        | 2:1        |                | 0:1      | 1:0     | 1:0 | 3:1        | 0:3            | 1:0              |
| US Lecce         | 2:1       | 1:4            | 3:3        | 1:2           | 1:2      | 0:4    | 1:1 | 2:1            | 4:2           | 2:2        | 0:0        | 2:1            |          | 2:0     | 3:1 | 1:1        | 0:3            | 0:2              |
| AS Bari          | 1:2       | 0:1            | 1:3        | 1:2           | 0:1      | 1:4    | 2:1 | 2:1            | 1:1           | 3:4        | 2:0        | 2:1            | 3:2      |         | 2:2 | 0:1        | 1:3            | 0:2              |
| Vicenza Calcio   | 1:4       | 0:3            | 2:0        | 0:0           | 0:1      | 0:2    | 1:1 | 1:2            | 2:2           | 1:0        | 4:2        | 2:1            | 0:0      | 1:0     |     | 2:0        | 1:1            | 1:2              |
| SSC Neapel       | 2:4       | 1:2            | 0:0        | 1:0           | 2:2      | 2:2    | 1:0 | 0:1            | 2:0           | 0:0        | 1:5        | 6:2            | 1:1      | 1:0     | 1:2 |            | 1:1            | 0:0              |
| Brescia Calcio   | 0:1       | 0:0            | 1:1        | 1:0           | 0:0      | 2:4    | 1:1 | 3:1            | 1:0           | 1:0        | 0:0        | 4:0            | 2:2      | 3:1     | 2:1 | 1:1        |                | 0:3              |
| Atalanta Bergamo | 2:2       | 2:1            | 1:1        | 0:1           | 0:1      | 0:2    | 0:0 | 0:1            | 3:0           | 0:0        | 2:2        | 1:1            | 1:0      | 0:0     | 1:1 | 1:1        | 2:0            |                  |

## Relegationsspiele
Der 14. und 15. ermittelten den vierten Absteiger.
|               | Gesamt    |                | Hinspiel | Rückspiel |
| ------------- | --------- | -------------- | -------- | --------- |
| Hellas Verona | (a)2:2(a) | Reggina Calcio | 1:0      | 1:2       |

Aufgrund der Auswärtstorregel, die in diesem Fall zu Gunsten von Hellas Verona entschied, musste Reggina Calcio in die zweitklassige Serie B absteigen und folgte damit Vicenza Calcio, dem SSC Neapel und dem AS Bari.

## Meistermannschaft
(in Klammern sind die Spiele und Tore angegeben)
| AS Rom | AS Rom |
| ------ | --- |
| AS Rom | - Tor: Francesco Antonioli (26/-); Cristiano Lupatelli (8/-) - Abwehr: Vincent Candela (33/3); Cafu (31/1); Walter Samuel (31/1); Antônio Carlos Zago (28/-); Jonathan Zebina (22/-); Aldair (15/-); Amedeo Mangone (11/-); - Mittelfeld: Damiano Tommasi (34/3); Francesco Totti (30/13); Cristiano Zanetti (27/-); Hidetoshi Nakata (15/2); Gianni Guigou (15/-); Emerson (13/3); Marcos Assunção (12/2); Alessandro Rinaldi (9/-); Eusebio Di Francesco (5/-) - Sturm: Marco Delvecchio (30/3); Gabriel Batistuta (28/20); Vincenzo Montella (28/13) - Trainer: Fabio Capello |

## Torschützentabelle

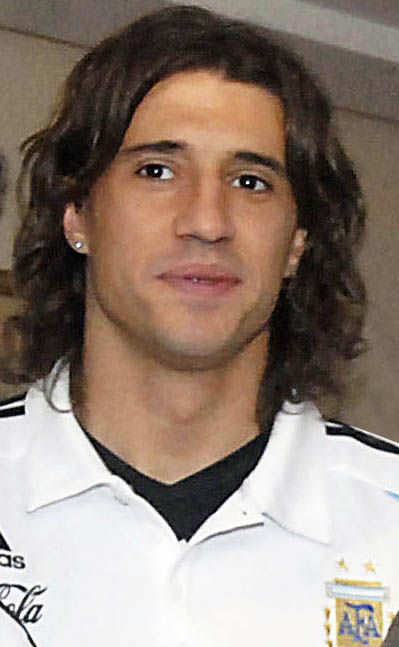
Italienischer Torschützenkönig 2000/01: Hernán Crespo

An Hernán Crespo lag es nicht, dass Lazio Rom seinen Meistertitel nicht erfolgreich verteidigen konnte. Der Argentinier, der im Sommer 2000 vom AC Parma um die Rekordsumme von 56,2 Mio.€ geholt wurde, erzielte allein mehr als ein Drittel aller Treffer seiner Mannschaft und gewann mit 26 Toren den Titel des Torschützenkönigs. Der Torschützenkönig der Vorsaison Andrij Schewtschenko belegte mit 24 Treffern den zweiten Platz. An der dritten Stelle landete mit Enrico Chiesa, der 22 Mal erfolgreich war, der beste Italiener.
| Pl. | Spieler              | Verein         | Tore |
| --- | -------------------- | -------------- | ---- |
| 1   | Hernán Crespo        | Lazio Rom      | 26   |
| 2   | Andrij Schewtschenko | AC Mailand     | 24   |
| 3   | Enrico Chiesa        | AC Florenz     | 22   |
| 4   | Gabriel Batistuta    | AS Rom         | 20   |
| 5   | Christian Vieri      | Inter Mailand  | 18   |
| 6   | Dario Hübner         | Brescia Calcio | 17   |
| 7   | Giuseppe Signori     | FC Bologna     | 16   |
| 8   | Marco Di Vaio        | AC Parma       | 15   |
| 9   | Vincenzo Montella    | AS Rom         | 14   |
| 9   | Roberto Sosa         | Udinese Calcio | 14   |
| 9   | David Trezeguet      | Juventus Turin | 14   |
| 12  | Francesco Totti      | AS Rom         | 13   |
| 13  | Cristiano Lucarelli  | US Lecce       | 12   |
| 13  | Marco Materazzi      | AC Perugia     | 12   |

## Trainerentlassungen/wechsel
| Trainer             | Verein         | Nachfolger              | Entlassung/Rücktritt |
| ------------------- | -------------- | ----------------------- | -------------------- |
| Marcello Lippi      | Inter Mailand  | Marco Tardelli          | 2. Spieltag          |
| Marco Tardelli      | Inter Mailand  | Saisonende              | 34. Spieltag         |
| Alberto Zaccheroni  | AC Mailand     | Cesare Maldini          | 25. Spieltag         |
| Carlo Ancelotti     | Juventus Turin | Saisonende              | 34. Spieltag         |
| Sven-Göran Eriksson | Lazio Rom      | Dino Zoff               | 14. Spieltag         |
| Fatih Terim         | AC Florenz     | Roberto Mancini         | 22. Spieltag         |
| Zdeněk Zeman        | SSC Neapel     | Emiliano Mondonico      | 22. Spieltag         |
| Eugenio Fascetti    | AS Bari        | Arcangelo Sciannimanico | 29. Spieltag         |